# Raimunda Porcina de Jesus
Raimunda Porcina de Jesus, nascida na vila de Rio Pardo no século XIX, viveu boa parte de sua vida na Bahia, na qual ficou conhecida como a “Chapadista”. Se destacou em Salvador, na freguesia de Sant’Ana, com um espírito empreendedor, a ponto de adquirir além de fortuna, imóveis e escravizados, uma banda musical composta por alguns de seus escravizados, ficando conhecida como “a banda da Chapadista”.

## Biografia
Raimunda Porcina de Jesus nasceu no século XIX, em Rio Pardo, em Minas Gerais, não se sabe exatamente em que data, mas viveu radicada na Bahia. Ela teria primeiramente migrado para a região de mineração da Chapada Diamantina, assim como muitos aventureiros e suas famílias, em busca de riquezas. Pelo que se sabe, morou certo tempo na região de Santa Isabel do Paraguaçu (atual Mucugê), e ao mudar-se para a capital, Salvador, onde se estabeleceu na freguesia de Sant’Ana, ficou conhecida como a Chapadista. Apesar da importância do casamento para as mulheres e suas famílias no século XIX, Raimunda Porcina, como afirmou em seu testamento, permaneceu solteira e sem filhos. Ao acomodar-se em Salvador, ela construiu casas, adquiriu vários escravos e participou de diversos negócios. Através dos registros históricos, compreende-se que Raimunda Porcina adquiriu ao longo da vida diversas propriedades, como casas e sobrados localizados no Largo do Desterro e na Ladeira da Fonte das Pedras.
Além disso, ela criou uma filarmônica formada com alguns de seus escravos. De modo geral, seu grupo musical era contratado para tocar em festas de largo, festas de santos padroeiros e outros eventos públicos. Consta que uma das características marcantes na “banda da Chapadista” seria o fato de que sua orquestra não aprendia música do jeito tradicional, pois os músicos tocavam com base no que ouviam. Aprendiam repetindo os ensaios de outras filarmônicas ou de bandas marciais da polícia e do exército.
Após viver cerca de 62 anos, qualquer que tenha sido sua origem e a vida que levou em sua juventude, é certo afirmar que Raimunda Porcina de Jesus se tornou uma mulher de personalidade de destaque na cidade de Salvador, no século XIX. Raimunda Porcina, famosa pelo título de Chapadista, faleceu em 9 de julho de 1887, aos 62 anos de idade, deixando como legado material um bom patrimônio constituído ao longo da vida.
Testamento
Em meados do ano de 1887, Raimunda Porcina de Jesus, ao sentir-se debilitada decidiu escrever seu testamento, no qual deixou registrada sua última vontade em relação a quem deixaria o seu patrimônio. Os seus bens foram repartidos entre seus escravos e a Santa Casa de Misericórdia da capital. Ela deixou também como legado a doação de quatrocentos mil reis para serem distribuídos entre oitenta pessoas pobres que participassem de sua missa do sétimo dia.
Através de seu testamento Raimunda Porcina conferiu a liberdade a vinte e nove escravos. Além disso, ela teria deixado sua casa para que seus escravos libertos nela vivessem, com a condição de que quando todos eles falecessem a dita casa passaria a ser propriedade da Santa Casa de Misericórdia.
Memória e legado
Em sua vivência, Raimunda Porcina de Jesus estabeleceu relações com a Santa Casa de Misericórdia, a ponto de que esta mesma instituição reconheceu seus feitos como benfeitora, e, em sinal desse reconhecimento, colocou seu retrato de corpo inteiro na galeria do salão nobre.
Sendo considerada uma mulher excepcional, ela conseguiu adentrar na capital e firmar-se na sociedade. Consta que Raimunda transitou entre grupos diversos e mesmo divergentes, como os esclarecidos abolicionistas e poderosos benfeitores de instituições de destaque na sociedade, principalmente a Santa Casa de Misericórdia.